# Wassermühlen am Wehebach

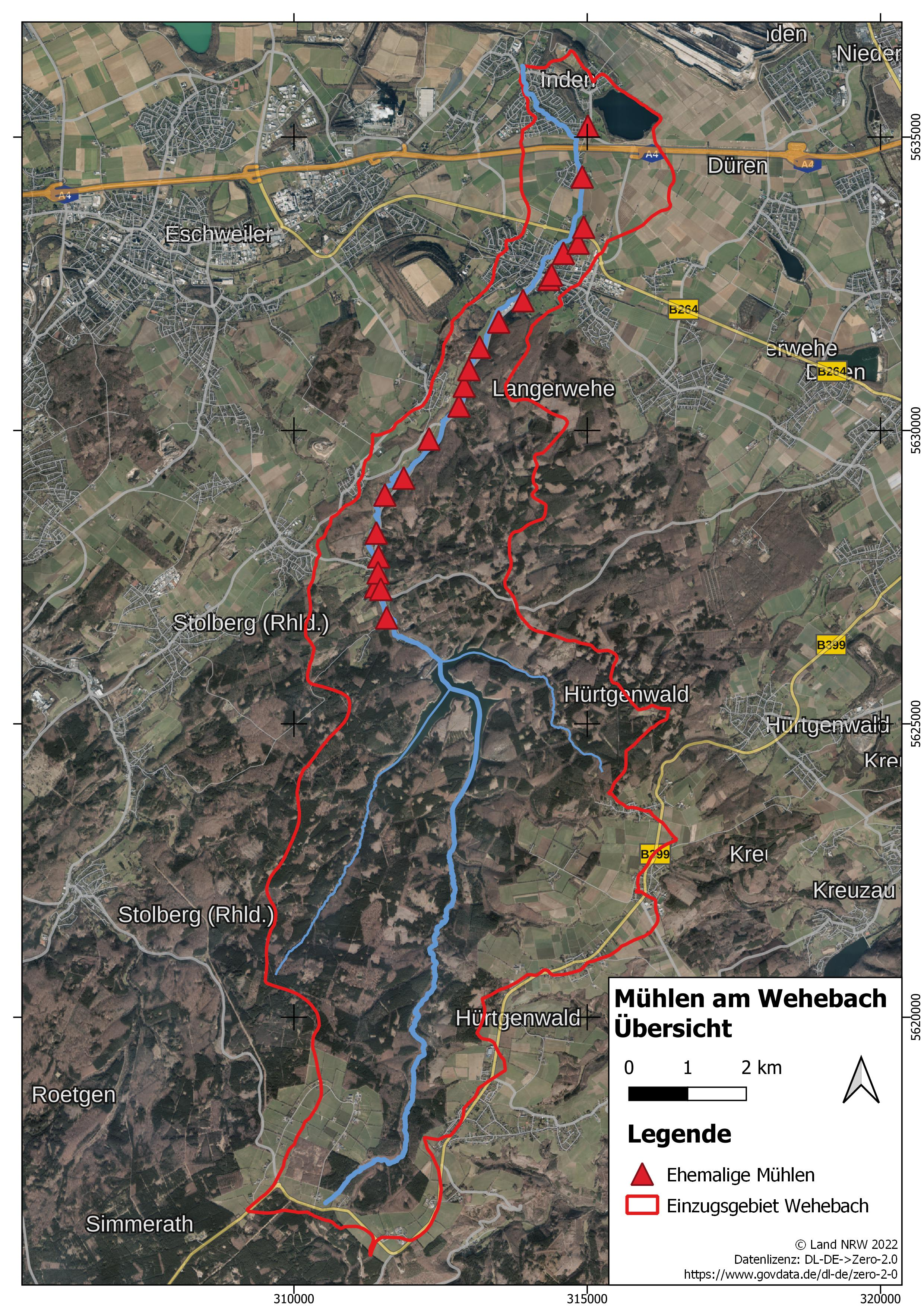
Einzugsgebiet und ehemalige Mühlen am Wehebach

Die Wassermühlen entlang des Wehebaches, einem Nebenfluss der Inde, nutzten im Industriezeitalter exzessiv Wasserkraft für industrielle Arbeiten. Vor Erfindung der Dampfmaschine war die Wasserkraft, neben der Windkraft, die einzige der Muskelenergie überlegene Energiequelle.
Um die Wasserkraft nutzbar zu machen, wurden Wassermühlen entlang eines Fließgewässers platziert und mittels ober- oder unterschlägiger Mühlenräder angetrieben. Um einen sichern Betrieb zu gewährleisten, wurden häufig künstliche Wassergräben, sogenannte Mühlenteiche, parallel zum Bach auf Wiesen angelegt. Teilweise wurde vor der Mühle auch ein Stauweiher aufgestaut um auch Niedrigwasserphasen ausgleichen zu können. Viele dieser Anlagen sind heute noch gut sichtbar an der Wehe vorhanden.
Der Wehebach entspringt bei Raffelsbrand im Hürtgenwald und fließt durch Schevenhütte, Langerwehe und Luchem und mündet schließlich bei Inden in die Inde. Er liegt damit vollständig im Einzugsgebiet der Rur. Vor dem Austritt aus der Eifel wird der Bach seit 1983 von der Wehebachtalsperre aufgestaut, die seitdem auch die Wassermengen effektiv reguliert.
Im Wehetal, als Teil des Herzogtums Jülich, wurde die Wasserkraft spätestens mit dem Einzug der Reidemeister im 16. Jahrhundert systematisch genutzt, da für den Betrieb der Hütten mit dem Wehebach, dem umliegenden Wald und den Bodenschätzen die Bedingungen optimal waren. Bei fortgeschrittenen Bachkilometern änderte sich die Verwendung der Wasserkraft. Hier waren hauptsächlich Mahlmühlen für Landwirtschaft und Ähnliches aktiv. Über einen Zeitraum von etwa 1000 n. Chr. bis heute gab es vermutlich 21 verschiedene Mühlen entlang des etwa 12 km langen Unterlaufs.

## Industriegeschichte im Wehetal
In der Literatur sind keine Angaben zu Mühlen oder Wasserkraftanlagen oberhalb der Talsperre zu finden, allerdings förderten bereits die Römer die Vorkommen von Eisen an der Roten Wehe, dem südlichen Zufluss der Wehebachtalsperre. Dies könnte eine Nutzung der Wasserkraft mit einschließen.
Bereits 1122 wurde das heute noch als Wohnraum und Kirche genutzte Kloster Wenau im Ortsteil Wenau bei Langerwehe gegründet. Der Name zeigt die damals schon verwendete Bezeichnung für die Wehe. Das Kloster florierte und erhielt einige Besitzungen im Wehetal. Unter anderem musste jeder Mühlenbau im mittleren Wehetal von der Äbtissin abgesegnet werden. Das Kloster selbst betreibt eine eigene Mühle sowie Fischzucht, Landwirtschaft und Bergbau. Es verlor im 30-jährigen Krieg bereits an Einfluss und wurde schließlich 1801 von den Franzosen aufgelöst. Die Mühlenanlagen bleiben jedoch erhalten und werden an Privatleute verkauft.
Im Bereich der Roten und Weißen Wehe um den heutigen Ort Schevenhütte wurde vermutlich schon in vorrömischer, aber mit Sicherheit zur römischen Zeit, Eisen gewonnen. Durch Schevenhütte lief zudem eine alte Römerstraße von Kornelimünster kommend, durchs Wehetal zum heute noch vorhandenen Rennweg Richtung Düren hoch. Mit dem Ende der Römerzeit ruhte auch die Eisenverarbeitung. In der Mitte des 15. Jahrhunderts kommen die Hochöfen in die Region um Stolberg und mit ihnen die Reidemeister. Sie migrierten vor allem aus dem Schleidener Raum zuerst nach Aachen und später nach Stolberg. Zu dieser Zeit wurde die Scheven Hütte, heute Schevenhütte begründet und die Eisenindustrie kehrte zurück. Die damit verbundenen Hammerwerke gehörten zu den ältesten Wasserkraftanlagen im Tal. Sie bestanden aus mehreren Köhlereiplätzen in den umliegenden Wäldern, zwei Frühschmieden und einer Gießerei. Die Frühschmieden waren am Dorfeingang das Joas Werk und am Dorfausgang der Hammer. Im Jahr 1889 wurde die Produktion endgültig stillgelegt. Neben Eisen wurde auch Blei verarbeitet, siehe Bleimühle.
Aufgrund von begünstigenden Standortfaktoren und weniger Auflagen sowie der Aachener Religionsunruhen und der damit einhergehenden Verbannung, zogen viele zumeist evangelische Kupfermeisterfamilien aus Aachen ins Vichtbachtal bei Stolberg. Ihre weitverzweigten Familien betrieben auch die Kupfermühlen an der Wehe.
Später die Weiterverarbeitung des Messings in Aachen untersagt, sodass dies eine weitere Triebkraft für den Wehebach war. Es entwickelte sich eine enge Verflechtung zwischen Vicht- und Wehetal. Die Halbproduktion des Messings aus dem Vichttal wurde teils im Wehetal zum Endprodukt weiterverarbeitet.
Ein weiterer Faktor war die Lage der Wehe komplett in der Jülicher Wehrmeisterei, sodass die Landesherren hier frei in den Entscheidungen waren.
Durch die guten Standortfaktoren entwickelte sich die hiesige Messingindustrie sehr viel besser als die Aachener und trug enorm zum Wachstum der Bevölkerung bei. Durch den Aachener Stadtbrand von 1646 verschwanden auch die letzten Kupfermeister Aachens und Stolberg wurde zu einer der führenden Standorte für Messingproduktion Europas. Im 20. Jahrhundert kommt die Messingindustrie an der Wehe nach etwa 400 Jahren Blütezeit zum Erliegen.
Die Besiedlung stieg rasch ab dem 18. Jahrhundert an, bedingt durch das neue hohe Arbeitsaufkommen durch die Kupfermühlen. Die Familie Schleicher baute neue Fabriken für die Nadelproduktion im unteren Wehetal, welches von ihnen in Schönthal umgetauft wird. Sie lockten gelernte Nadler aus Aachen heran. Die Unternehmer bauten neue Wohnhäuser für ihre bis zu 500 Arbeiter und gestalteten maßgeblich die Entwicklung des Bereiches im 19. Jahrhundert. Im Jahre 1827 wird die heute noch vorhandene Landstraße L12 entlang des Wehetals durch sie errichtet, damit mussten Handelsleute nicht mehr am matschigen Auenbereich entlang fahren und der Transport wurde witterungsunabhängiger.
Problematisch für die verschiedenen Industriezweige waren die ähnlichen Anforderungen. Sowohl die Reidemeister als auch die Kupfermeister benötigten Kohle und Wasserkraft. Im 18. Jahrhundert war der Wehebach, wie auch der Vichtbach, nahezu vollständig genutzt und die Ressource Wasserkraft nicht mehr für Neuanlagen vorhanden. Die Holzkohle war ebenfalls ein sehr knappes Gut und führte zu einer starken Rivalität der Reidemeister mit den Kupfermeistern. In der Wehrmeisterei wurden die Waldrechte zusammen mit den Mühlenkonzessionen vergeben, sodass die Industriellen in den ihnen zugeschlagenen Parzellen selbst Köhlern durften. Diese limitierenden Faktoren führten schließlich zum früheren Niedergang der Eisen- gegenüber der Kupferindustrie, da der Erlös aus Kupfer wesentlich höher war und bei den modernen Kupferöfen zusätzlich auch Steinkohle einzusetzen war.
Im mittleren 19. Jahrhundert kam auch die Kupferindustrie langsam zum Erliegen und die Mühlen werden teilweise umfunktioniert. 1830 lagen mindestens noch 16 Mühlen am Lauf der Wehe, acht davon am Oberlauf für die Kupferindustrie. In Schevenhütte und am Unterlauf, etwa ab Langerwehe wurden die restlichen Mühlen vor allem für die Landwirtschaft genutzt. Zwei der Mühlen wurden nach 1830 zu Papiermühlen umgebaut, weitere zu Spinnereien, Mahlmühlen oder Marmormühlen.
Heute sind viele der ehemaligen Mühlen zwar noch vorhanden, aber zu Wohnhäuser umgebaut worden. Teilweise sind die Gebäude auch abgerissen und gänzlich überbaut worden. Die Bleimühle nutzt heute noch die Wasserenergie zur Stromgewinnung.

## Aufbau der Anlagen
Vor der Regulierung des Baches durch die Talsperre war dieser wesentlich wilder und unberechenbarer. Für die Tätigkeiten einer Mühle waren aber wenigstens annähernd gleiche Verhältnisse notwendig um den Betrieb aufrechtzuhalten.
Hierfür wurden sogenannte Mühlenteiche angelegt, bei manchen Mühlen wurden diese noch mittels Weihern aufgestaut.
Der Begriff „Teich“ wirkt irreführend, da es sich bei diesen künstlichen Nebenarmen eher um Gräben als um das stehende Gewässer handelt, was der Begriff Teich impliziert. Bei der Bezeichnung handelt es sich um eine etymologische Besonderheit des hier vorherrschenden ripuarischen Dialektes. Teich bedeutet hierin so viel wie Graben oder Kanal und wird sich von dem Wort Deich abgeleitet haben. Häufig wurden die Gräben nämlich durch Aufschütten von Deichen geschaffen.

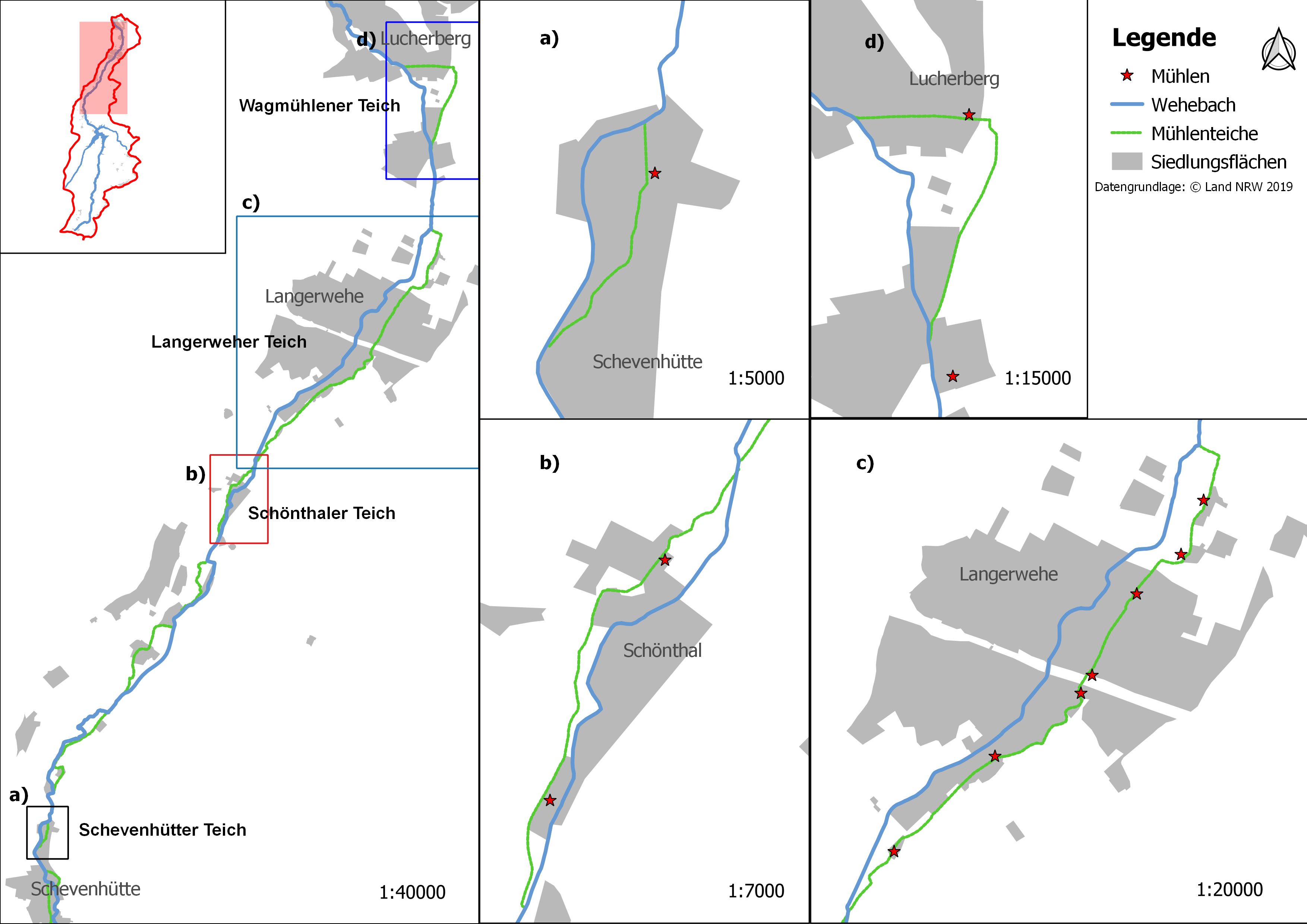
Heute noch vorhandene Mühlenteiche am Lauf der Wehe

Den Wehebach begleiten heute noch vier ehemalige Mühlenteiche. Einer liegt unterhalb Schevenhüttes an der Bleimühle. Dazu kommt der, bei Schönthal gelegene, Schönthaler Teich, links des Wehebaches verlaufend, welcher dann in den rechtswehigen Langerweher Teich übergeht. Am Unterlauf kommt der Teich an der bei Lucherberg gelegenen Wagmühle dazu.

## Auflistungen der Anlagen für die Wasserkraft
Die einzelnen Anlagen wurden so gut es möglich ist gelistet. Die Mühlen wurden durchnummeriert, beginnend mit der ersten Mühle ab der Talsperre. Die Mühlenteiche wurden mit römischen Zahlen indexiert; Stauweiher gehörten immer zu einer Mühle, sodass diese die Indexnummer der Mühle zusammen mit einem fortlaufenden Buchstaben tragen. In den Tabellen sind Namen (teilweise mehrere, wenn diese nicht eindeutig zu benennen sind), Nutzungen und Zeiträume genannt. Eine genauere Beschreibung findet sich im nächsten Abschnitt.

### Liste der Wassermühlen
Für die Auflistung sind insbesondere die Literaturquellen von Josef Geuenich entscheidend. Die Sammlung des Stadt- und Kreisarchivars und sein Nachlass waren die Hauptquelle. Die Geschichtsverein der Gemeinden und das lokale Wissen sind allerdings auch eine sehr gute Hilfe.
| Nr | Verortung | Name                                                               | Nutzung | Zeitraum                                                                 | Nutzung heute                                    |
| -- | --------- | ------------------------------------------------------------------ | --- | ------------------------------------------------------------------------ | ------------------------------------------------ |
| 1  |           | Joaswerk (auch Joas Werk)                                          | Eisenwerk | Spätestens 1525 bis min. 1827                                            | Abgerissen, heute eine Wohngegend                |
| 2  |           | Schevenhütter Mühle                                                | Getreidemühle | 1694–195X                                                                | Umgebaut zum Feuerwehrhaus                       |
| 3  |           | Sägewerk Schevenhütte                                              | Holz (Sägewerk) | 1900–1956                                                                | Abgerissen, Neubaugebiet                         |
| 4  |           | Scheven Hütte (auch Knallhött oder Schorrenmühle)                  | Pochwerk, Schorrenmühle | um 1500, sicher ab 1525–1787                                             | Wohnhaus                                         |
| 5  |           | Schevenhütter Hammer                                               | Hammerwerk | Um 1550 – min. 1827                                                      | Abgerissen, heute Industriestandort              |
| 6  |           | Bleimühle                                                          | Bleimühle, Kunstwollenproduktion, Wollerei, Schneiderei                                                                             | Spätestens 1557–19XX                                                     | Heute noch Spinnerei                             |
| 7  |           | Wenauer Mühle                                                      | Kupfermühle, Knochenmühle | Spätestens 1805–1890                                                     | Forsthaus                                        |
| 8  |           | Krichelsmühle (auch Marmormühle)                                   | Kupfermühle (16XX) Marmor (1832) Kunstwollenproduktion (1864)                                                                       | Vermutlich ab Mitte 16. Jhdt. ab Zwischenzeitlich brachliegend 1805–1898 | Altenheim                                        |
| 9  |           | Klostermühle Wenau                                                 | Getreidemühle Ölmühle | 1805–1930                                                                | Klostergebäude, Wohngebäude                      |
| 10 |           | Pützmühle (auch Ewald Schoeller & Co.)                             | Kupfermühle (1815–1831) Papiermühle (1831–1857) Kunstwollen produktion (1858–1868)                                                  | Spätestens 1805–1868                                                     | Wohnhaus, Ferienwohnung                          |
| 11 |           | Mahlersmühle (auch Maletzmühle)                                    | Kupfermühle (1590–1849) | 1590–1849                                                                | Abgerissen                                       |
| 12 |           | Hüttenheiser Mühle (auch Heisternermühle) Kleinschönthal (ab 1817) | Kupfermühle (1601–1832) Steinschneide (1832–unbekannt)                                                                              | Vermutlich 1601–vermutlich 1850                                          | Abgerissen                                       |
| 13 |           | Schönthal (auch Gebrannte Mühle)                                   | Kupfermühle (1660–1819) Nadelnfabrik (1819–1932)                                                                                    | 1591–1932                                                                | Wohnsiedlung                                     |
| 14 |           | Rothammer                                                          | Eisen- und Hammerwerk (15.–16. Jahrhundert) Kupfer (1732–1820) Öl (1820–1823) Tuchwalkerei (1823–1847) Lohgerberei (1847–etwa 1900) | 15. Jhdt.–ca. 1900                                                       | Wohnhaus                                         |
| 15 |           | Bendenmühle (auch Fuchsmühle und Rotemühle)                        | Kupfermühle Nadeln | 1883 – (heute?)                                                          | Firmengelände von alesco Folien GmbH             |
| 16 |           | Lochmühle                                                          | Getreidemühle Schorrenmühle | 1726 – etwa 1940                                                         | Abgerissen, heute Altenheim                      |
| 17 |           | Leuffgensmühle                                                     | Getreidemühle Lohgerberei Ölmühle Knochenmühle                                                                                      | Etwa 1800 – min. 1918                                                    | vermutlich abgerissen. Nicht sicher zu verorten. |
| 18 |           | Bauchmühle (auch Pochmühle)                                        | Getreidemühle Ölmühle Kupfermühle?                                                                                                  | 1805 – min. 1918                                                         | Umgebaut, Bauernhof                              |
| 19 |           | Mettler Mühle                                                      | Getreide Lohgerberei Holzverarbeitung                                                                                               | 1805 – min. 1918                                                         | Umgebaut, Bauernhof                              |
| 20 |           | Ölmühle                                                            | Ölmühle | 1822 – min. 1918                                                         | Umgebaut, Bauernhof                              |
| 21 |           | Luchemer Mühle                                                     | Schleifmühle (1917–1822) Ölmühle (1822–1846)                                                                                        | Anfang 19. Jhdt. – Anfang 20. Jhdt.                                      | ? Nicht genau zu verorten. Vermutlich Bauernhof. |
| 22 |           | Wagmühle                                                           | Getreidemühle (1820–1832) Wollerei, Schneiderei, Ölmühle, Lohgerberei (bis 1820 und 1832 – Ende)                                    | 16. Jhdt. – Anfang 20. Jhdt.                                             | Abgerissen, heute Neubaugegend                   |

### Mühlenteiche an der Wehe

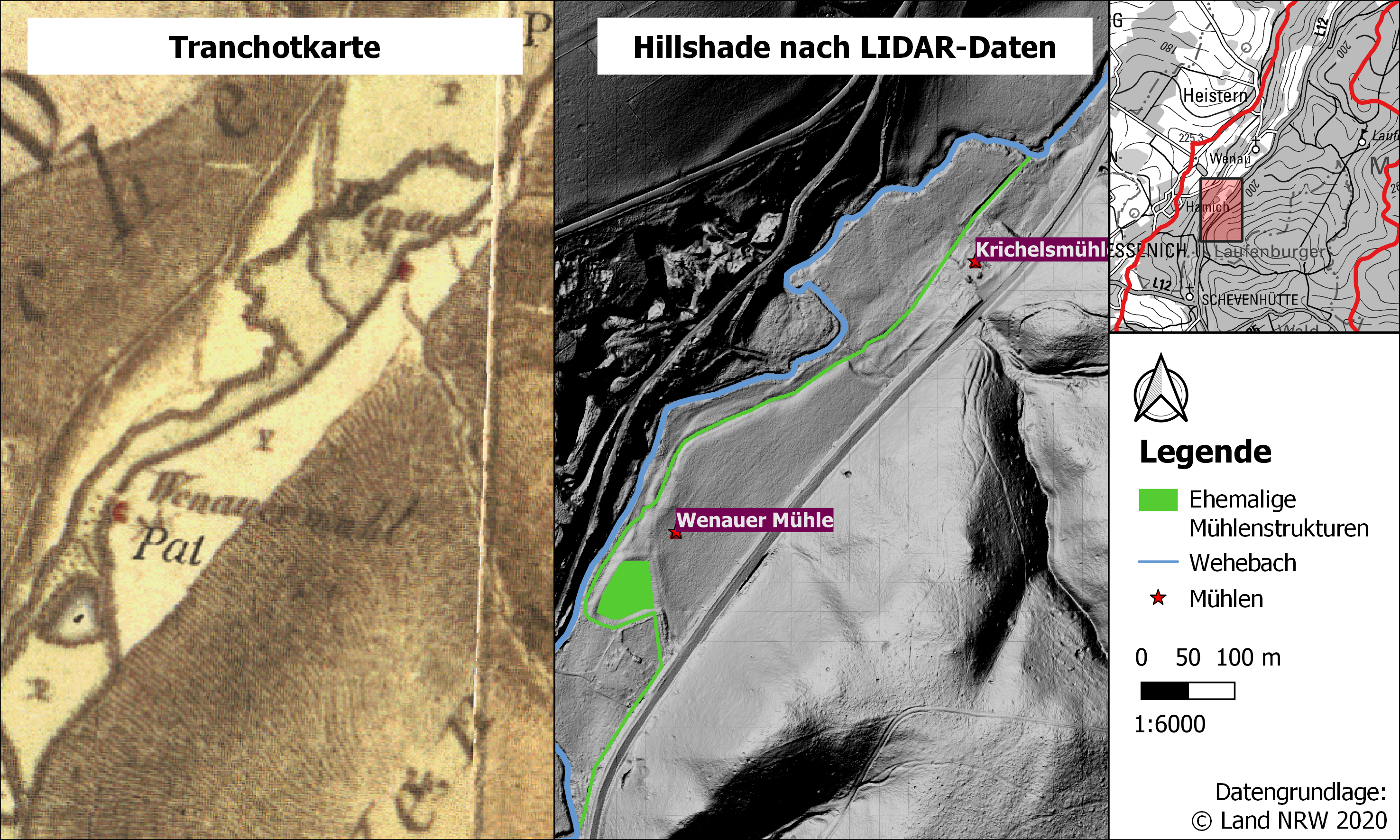
Vergleich zwischen Tranchotkarte und LIDAR DGM.

Auch bei den Teichen ist die Literatur eine gute Quelle. Jedoch spielt hier vor allem die Tranchotkarte und das Digitale Geländemodell (DGM) eine wichtige Rolle. Im hochauflösenden Geländemodell sind die (verschütteten) Teiche teilweise noch gut zu sehen. Die Beschriftungen auf den Karten sind nicht verlässlich.
| Nr.  | Name (falls vorhanden) | Mühlennr.            | Mühle                                                                            | Länge  | Zustand heute                                                                             |
| ---- | ---------------------- | -------------------- | -------------------------------------------------------------------------------- | ------ | ----------------------------------------------------------------------------------------- |
| I    |                        | 1                    | Joaswerk                                                                         | 670 m  | Überbaut, in den 1970er Jahren letzte Rest verloren                                       |
| II   |                        | 2 3 4                | Schevenhütter Mühle Schevenhütter Sägewerk Scheven Hütte                         | 1000 m | Überbaut, kaum noch Reste vorhanden                                                       |
| III  |                        | 5                    | Schevenhütter Hammer                                                             | 270 m  | Überbaut, keine Reste vorhanden                                                           |
| IV   | Schevenhütter Teich    | 6                    | Bleimühle                                                                        | 300 m  | Vorhanden                                                                                 |
| V    |                        | 7 8                  | Wenauer Mühle Krichelsmühle                                                      | 1050 m | Verkippt, Spuren deutlich im DGM zu sehen, nur kleiner Teil als Denkmal noch offenliegend |
| VI   |                        | 9                    | Klostermühle Wenau                                                               | 930 m  | Verkippt, nur kleiner Teil als Weiher vorhanden                                           |
| VII  |                        | 10                   | Putzmühle                                                                        | 650 m  | Verkippt, Spuren im DGM zu sehen                                                          |
| VIII |                        | 11                   | Maletzmühle                                                                      | 200 m  | Verkippt, nur auf Tranchotkarte zu sehen                                                  |
| IX   | Schönthaler Teich      | 12 13                | Hüttenheiser Mühle Schönthal (Gebrannte Mühle)                                   | 850 m  | Vorhanden                                                                                 |
| X    | Langerweher Teich      | 14 15 16 17 18 19 20 | Rothammer Bendenmühle Pochmühle Leuffgensmühle Bauchmühle Mettler Mühle Öl Mühle | 3000 m | Vorhanden                                                                                 |
| XI   | Waagmühlen Teich       | 21 22                | Luchemer Mühle (vermutet) Wagmühle                                               | 1280 m | Vorhanden                                                                                 |

### Stauweiher
Auch bei den Stauweihern sind die Hauptquellen das Kartenmaterial, vornehmlich die Tranchotkarte und die Preußische Neuaufnahme.
| Nr. | Zugehörige Mühlen                         | Fläche    | Zustand                                                                                        |
| --- | ----------------------------------------- | --------- | ---------------------------------------------------------------------------------------------- |
| 1a  | Joaswerk                                  | 750 m²    | Überbaut, nur auf historischen Karten zu sehen                                                 |
| 2b  | Schevenhütter Mühle Sägewerk Schevenhütte | 3500 m²   | Vorhanden, mit Aufnahme der Arbeiten am Sägewerk um Mittelinsel ergänzt                        |
| 5c  | Schevenhütter Hammer                      | 2000 m²   | Überbaut, nur auf historischen Karten zu sehen                                                 |
| 7d  | Wenauer Mühle                             | 2200 m²   | Verkippt, deutlich auf dem DGM zu sehen                                                        |
| 9e  | Klostermühle Wenau                        | 1600 m²   | Vorhanden, wir als Tümpel genutzt                                                              |
| 10f | Putzmühle                                 | 1700 m²   | Vorhanden, heute zum Angeln genutzt                                                            |
| 11g | Mahlermühle                               | 2200 m²   | Vorhanden                                                                                      |
| 12h | Hüttenheisermühle                         | 2600 m²   | Vorhanden                                                                                      |
| 13i | Schönthal                                 | 2100 m²   | Vorhanden                                                                                      |
| 14j | Rothammer                                 | 3200 m²   | Vorhanden                                                                                      |
| 15k | Bendenmühle                               | 2200 m²   | Vorhanden                                                                                      |
| 18l | Bauchmühle                                | 1200 m²   | Verkippt, nur auf Tranchotkarte zu sehen                                                       |
| 21m | Luchemer Mühle                            | 23.000 m² | Nur auf Tranchotkarte zu sehen. Möglicherweise nicht korrekt, da Mühle nicht genau zu verorten |
| 22n | Wagmühle                                  | 2000 m²   | Vorhanden                                                                                      |

## Beschreibung der einzelnen Anlagen

### Mühlenteich I
Der erste Mühlenteich am Wehebach (I) lag am heutigen Ortseingang von Schevenhütte. Er speiste das Joaswerk mitsamt Weiher. Er ist in den historischen Karten gut zu sehen. Sowohl der Teich als auch der Weiher werden in den 1970er bei Erweiterungsarbeiten der Wohngegend Joaswerk überbaut. Es sind keine Reste mehr vorhanden.

#### Joaswerk
Der heutige Teil Schevenhüttes mit Namen Joaswerk steht auf der Stelle einer ehemaligen Frühschmiede von Johaes von der Hütten. Sie wurde erstmals in den Wehrmeistereirechnungen von 1525 erwähnt. Spätestens ab dem 19. Jahrhundert wurde sie zusammen mit der Scheven Hütte betrieben. Fälschlicherweise wird dieser Bereich bei Tranchot als Bent bezeichnet und damit mit dem Joaswerk vertauscht. Bis zum Jahr 1895, als Pfarrer Anton Bommes seine Schrift „Zur Geschichte des Ortes Schevenhütte im Landkreis Aachen“ verfasste, standen noch Einzelgebäude, die später ebenfalls abgerissen wurden. Heute ist der Bereich des Joaswerkes überbaut und keine Spuren sind zu erkennen.

### Mühlenteich II
Reste des früher etwa 1000 m langen Mühlenteiches gibt es praktisch keine mehr. Nur der Kahnweiher ist als letzter Teil der Mühlenstrukturen erhalten geblieben.
Der Mühlenteich wurde etwa in der Mitte des heutigen Joaswerks, kurz nach dem Ende des Mühlenteich I abgezweigt. Er zog sich durchs Dorf bis zur Schorrenmühle und floss etwa auf Höhe der heutigen Kirche zurück in den Wehebach. An ihm lagen die Mühlen 2,3 und 4. Im Jahr 1956 endete die Nutzung der Wasserkraft und in den 1970er Jahren erfolgte der Umbau. Der Kahnweiher wird von da an nur noch mit Wasser aus dem Backofensief versorgt.

#### Schevenhütter Mühle (Nr. 2)
Durch die Familie des Bergboten der Wehrmeisterei Jülich wird mitten in Schevenhütte von 1694 bis 1698 eine Getreidemühle gebaut. Über 200 Jahre mahlte sie als Fruchtmahlmühle. 1936 wurde eine Bunkeranlage im direkten Umfeld gebaut und in den 1950er Jahren gesprengt. Die dadurch beschädigte Mühle sollte daraufhin abgerissen und auf ihr ein Feuerwehrhaus errichtet werden. Laut mündlichen Aussagen erwies sich das Fundament jedoch als so robust, dass der neue Bau schlicht auf die Reste der alten Mühle gebaut wurde und somit bis heute steht. Der Bereich heißt noch immer schlicht Schevenhütter Mühle.

#### Sägewerk Schevenhütte (Nr. 3)
Nach dem Ende des Mühlenbetriebes der Schevenhütter Mühle nutzt ein Sägewerk den Kahnweiher und den Mühlenteich weiter. Später zur Kühlung der Dampfmaschinen bei der Firma P. Hahn & Co. KG, Dampfsägewerk. 1956 wurde das Sägewerk mitsamt Weiher verkauft. Damit ruhte die Nutzung bis zum Abbau der Anlage in den 1970er Jahren.
Heute liegt die Fläche des ehemaligen Sägewerkes brach; die Gebäuderuine verfiel mit der Zeit. Anfang 2022 wurden die letzten Reset der Gebäude abgerissen.

#### Scheven Hütte (Nr. 4)

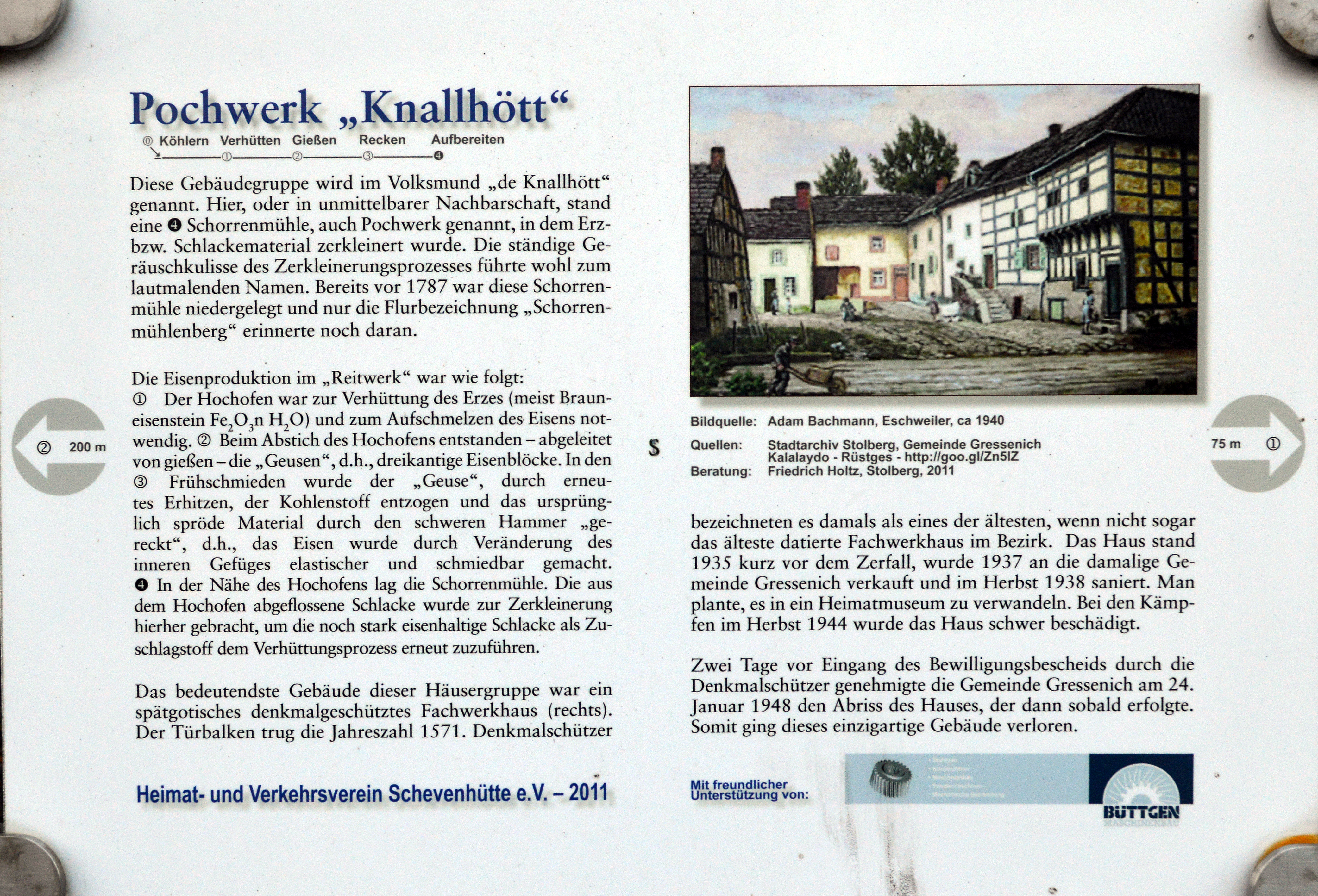
Mühle Knallhött

Das Eisenwerk Schevenhütte wurde um das Jahr 1500 begründet. In diesem Werk wurden Kanonenkugeln, Takenplatten und Öfen gegossen. Die eigentlich Scheven Hütte lag in der Mitte des Dorfes auf dem sogenannten „Hüttenplatz“ (heute gegenüber der Gaststätte „Waldfriede“). Sie war eine sogenannte Schorrenmühle. Sie umfasste einen Eisenschmelzofen mit Gießerei. Mittels Mühlenräder wurden Blasebalge betrieben, um die nötige Temperatur in den Hochöfen zu erreichen. Im Volksmund hieß die Anlage Knallhött. Heute sind die Gebäude Wohnhäuser. Johannes Tilman Joseph Esser (1782–1855), der letzte Reidemeister von Schevenhütte, unternahm nach der Stilllegung des Hüttenwerkes um die Mitte des 19. Jahrhunderts außerordentliche Anstrengungen zum Erhalt der Gießerei, die noch bis zum Jahre 1870 betrieben wurde. Auch Heinrich (Henri) Hoesch III. (1800–1879) besaß Anteile an ihr. Seine Nachfahren versuchten später, die Reste der alten Hütte samt Grundstück für den geplanten Kirchenneubau im Ort zu veräußern. Ausgeschlossen vom geplanten Verkauf waren das große eiserne Rad, das Wehr sowie die ganze, bis dahin besessene Wassergerechtsame. Schließlich wurde 1889 auch die Gießerei niedergelegt.

### Mühlenteich III
Der Mühlenteich III wurde etwa auf Höhe der heutigen Pfarrkirche in Schevenhütte abgespalten. Er war 270 Meter lang und speiste einen Weiher. An ihm lag nur die Frühschmiede Schevenhütter Hammer. Er ist deutlich auf der Tranchotkarte, auf der Ur- und Neuaufnahme zu sehen. Auf der TK25 (1936–1945) ist der Bereich komplett mit Industrie überbaut. Dementsprechend finden sich im DGM keine Informationen.

#### Schevenhütter Hammer (Nr. 5)

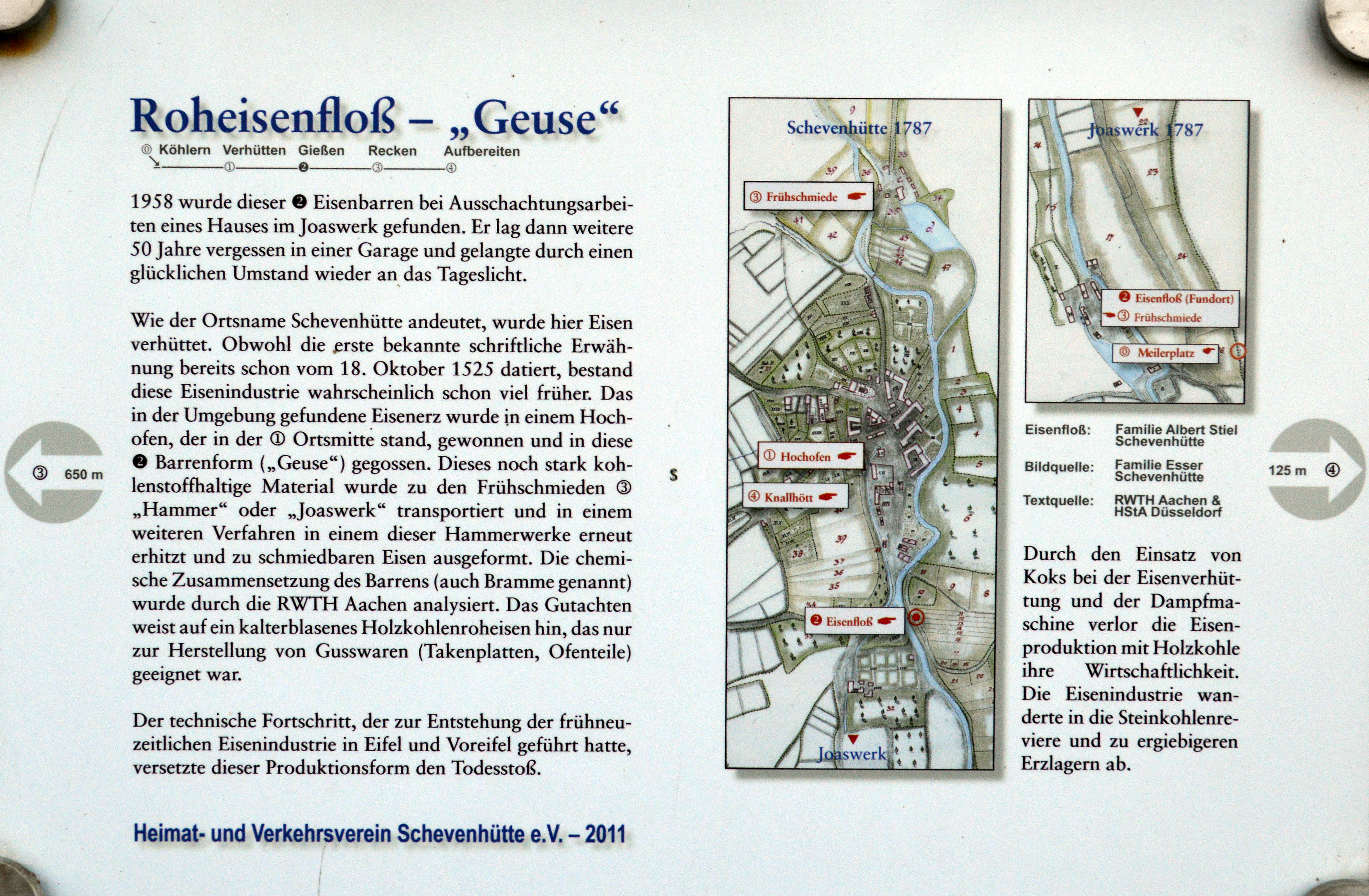
Infotafel Geuse

Die Mühle am Teich III war die Frühschmiede Schevenhütter Hammer. Hier wurden die Roheisenstücke, sogenannte Geuse, weiterverarbeitet. Im Volksmund hieß dieser Anlagenkomplex, der aus vier Häusern bestand, meist nur das Schiff. Das Hammerwerk bestand aus einem 15 Zentner schweren Eisenhammer, der nur mit Wasserkraft betrieben wurde und das Eisen reckte. Mit dem Niedergang der Eisenindustrie im Gebiet kam auch dieser Standort zum Erliegen. Heute weist noch der Straßenname Im Hammer auf die ehemalige Anlage hin. Auf dem Gelände steht heute die Firma Gebr. Wolff, GmbH & CO. KG.

### Schevenhütter Teich, Mühlenteich IV
Der Schevenhütter Teich existiert heute noch und beläuft sich auf 270 Meter Länge. An ihm liegt nur die Bleimühle. Er ist teilweise verdeckt, da er durch die Spinnerei fließt.

#### Bleimühle (Nr. 6)

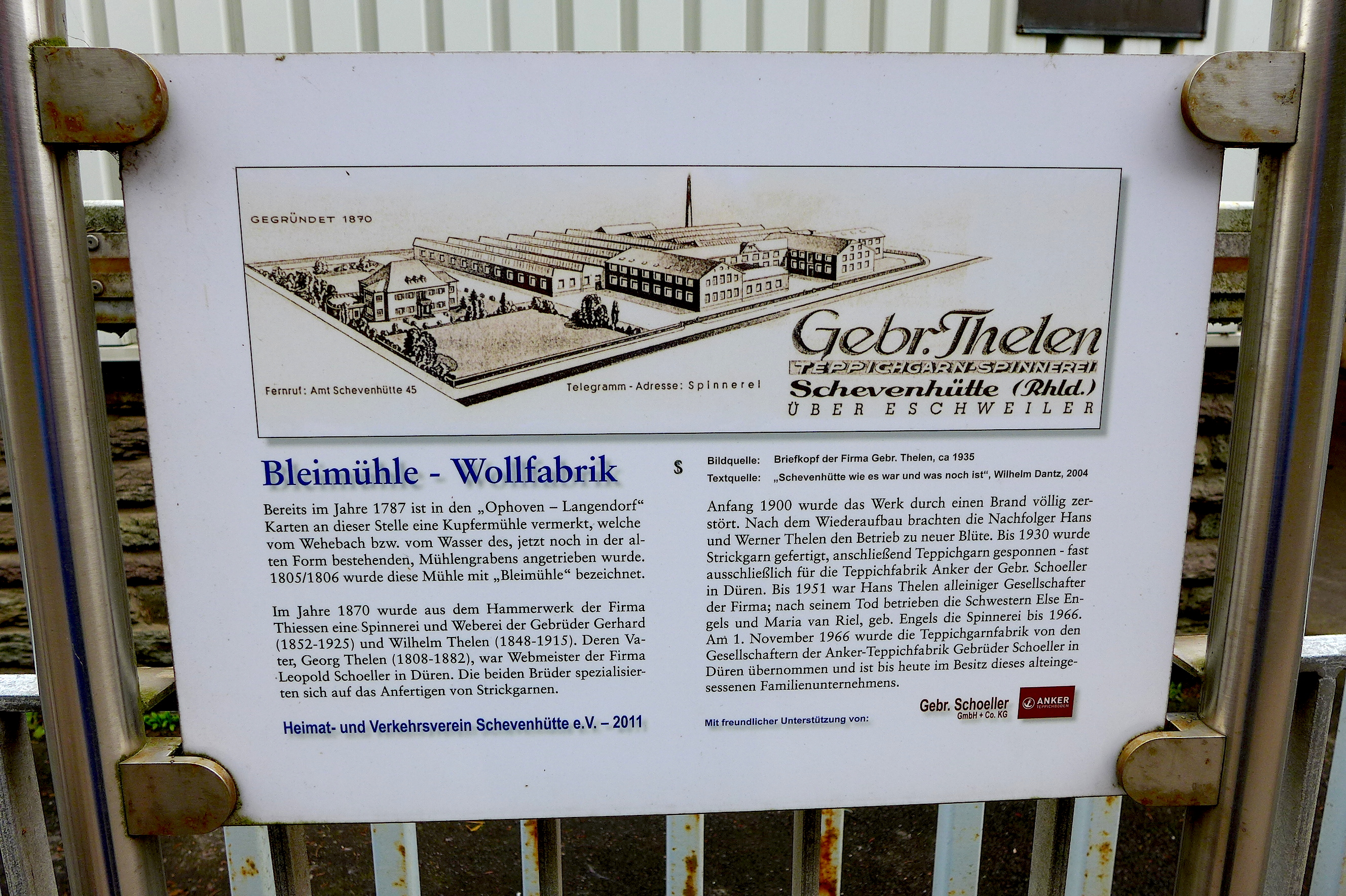
Infotafel Bleimühle

Am Mühlenteich IV liegt heute noch die Spinnerei Gebr. Schoeller GmbH + Co. KG. Sie wurde im Jahre 1557 zum ersten Mal als Bleihutt erwähnt. Sie wurde über die Jahre als Hammerwerk für Kupfer und Blei verwendet. 1870 ging sie in den Besitz der Familie Thelen über, die aus ihr eine Spinnerei und Weberei machten. Um 1900 herum vernichtete ein Brand das Gebäude. Es wurde daraufhin komplett neu errichtet und stellt bis heute Garne her. Die Wasserkraft wurde noch zur Stromerzeugung eingesetzt.

### Mühlenteich V
Der Mühlenteich V ist quasi nicht mehr vorhanden. Er entsprang bei dem heutigen Forsthaus Wenau und floss relativ gradlinig weiter zur Krichelsmühle, bis er nach etwa 1050 Metern wieder in den Wehebach floss. Erhalten ist davon heute nur noch ein sehr kleiner Teil hinter der Krichelsmühle. Der Teich ist auf der Tranchotkarte, der Uraufnahme und der Neuaufnahme gut zu sehen. Bei der TK25 (1936–1945) scheint er schon außer Benutzung zu sein. Mittels DGM lässt sich der Verlauf heute noch sehr genau rekonstruieren und auch der Weiher und der ursprüngliche Standort der Wenauermühle sind sehr gut zu erkennen.

#### Wenauermühle (Nr. 7)
Oberhalb von Krichelsmühle liegt heute das Forsthaus Wenau. Früher stand an dieser Position eine der Mühlen, die direkt der Oberin des Klosters Wenau unterstand.
Im DGM findet sich heute noch sehr gut der ehemalige Weiher, knapp dahinter sind Spuren des alten Mühlengebäudes zu erkennen. Auf der Tranchotkarte wird sie als Wenauermuhl bezeichnet. Auf späteren Karten ist diese Beschriftung nicht mehr vorhanden. Im Preußischen Mühlenregister ist sie 1820 als eine Kupferdrahtmühle mit zwei Gewerken eingetragen. 1830 wird sie zu einer durch zwei oberschlägige Wasserräder angetriebene Getreidemühle. Zu der Zeit beschäftigte sie fünf Arbeiter.
Im Jahre 1890 wurde das alte Mühlengebäude abgerissen und gegen das heutige Forstgebäude ersetzt. Vermutlich zeitgleich wurden Weiher und Teich stillgelegt.

#### Krichelsmühle (Nr. 8)
Die alte Krichelsmühle ist heute ein Senioren- und Pflegeheim. Sie ist schon bei Tranchot als Wenauermühl vermerkt.
Im Preußischen Mühlenregister ist sie 1820 als Kupferdrahtmühle mit zwei Gewerken und vier Arbeitern eingetragen. 1830 fiel sie in den Besitz des Kaufmanns Wilhelm Schüll aus Düren, sie stand zu dem Zeitpunkt still. Am 6. Dezember 1832 stellte der neue Besitzer einen Konzessionsantrag für die Umwandlung der ehemaligen Kupfermühle in eine Steinschneide-, Polier- und Schüssermühle.
Das nächste Mal wurde sie in der amtlichen Bekanntmachung vom 16. Februar 1864 erwähnt. Darin wurde geschrieben, dass der Besitzer Wilhelm Esser die unbenutzte Krichelsmühle, auch Marmormühle genannt, für den Betrieb einer Kunstwollfabrik einrichten will. Um 1900 herum wurde die Krichelsmühle als Restaurant und in den 1985 Jahren wurde sie Seniorenzentrum umgebaut.

### Mühlenteich VI
Der Teich VI ist nahezu vollständig verloren gegangen. Mitte der 1900er Jahre wurde der Mühlenteich verkippt und nur der Weiher der Klostermühle Wenau wurde als Teichanlage beibehalten. Ab der Tranchotkarte ist der etwa 930 m lange Teich deutlich zu sehen und das bis zur TK25 (1936–1945). Im 19. Jahrhundert speiste er auch die zahlreichen kleinen Seen, die um das Kloster verteilt für die Fischzucht liegen.

#### Klostermühle Wenau (Nr. 9)
Das Kloster Wenau verfügte bis zur Zeit Napoleons durchaus über territoriale Macht, welches es auch auf die umliegenden Mühlen ausübte. Auf der Tranchotkarte ist es deutlich von Weihern umgeben und wird mit einem Graben durch den Wehebach mit Wasser versorgt.
Im Preußischen Mühlenregister wird 1820 eine Mahlmühle beim Kloster Wenau genannt, welche auch als Ölmühle genutzt wurde und mit einem oberschlägigen Wasserrad und einem Arbeiter angetrieben wird. 1830 übernahm Froitzheim Gerhard zu Wenau die Mühle mit zwei Arbeitern. Im Jahr 1804 veräußerten die Nonnen sämtliche Wirtschaftsgebäude an Geschäftsleute, welche diese im Jahre 1919 noch als Getreidemühle nutzten.
Das Gebäude ist heute vollständig umgebaut und in den Klosterkomplexen integriert.

### Mühlenteich VII
Der Teich VII ist relativ kurz und versorgte nur die Pützmühle. Er belief sich auf etwa 650 m Länge. Heute wird er in veränderter Form noch immer als Zulauf benutzt.

#### Putzmühle/Pützmühle (Nr. 10)

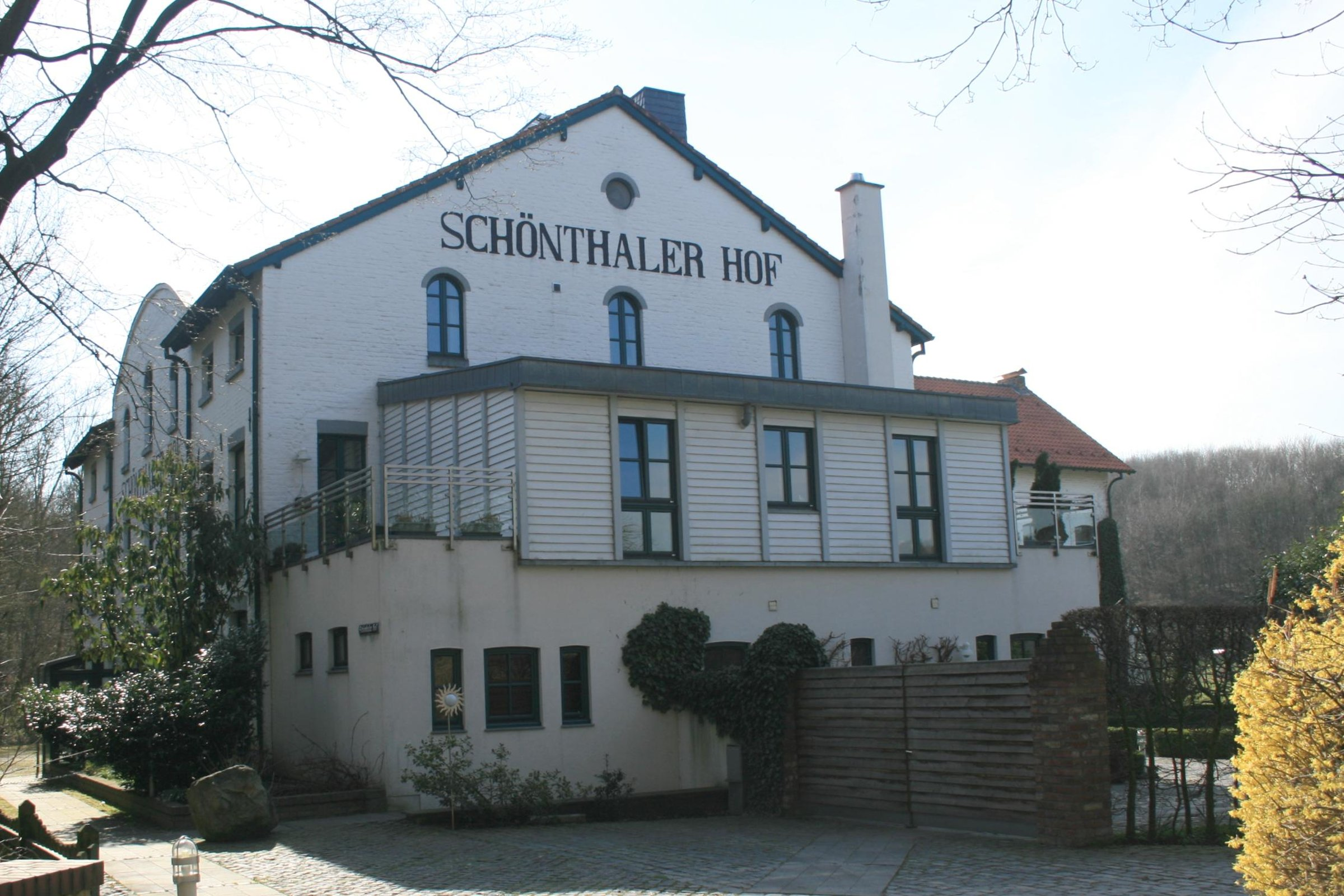
Schönthaler Hof

Am Ort des heutigen Schönthaler Hofes lag früher die Putzmühle. Vermutlich zusammen mit den anderen Kupfermühlen im 16. Jahrhundert gegründet, war sie auch als solche im Preußischen Mühlenregister 1820 eingetragen. Sie beherbergte zwei Gewerke, eine Kesselmühle und zwei Hämmer. 1830 gehörte sie Adam Lynen aus Stütgerloch, sie stand zu der Zeit still.
Am 27. Juni 1831 stelle der Kaufmann Fischbach einen Antrag die Putzmühle in eine Papiermühle umzuändern. 1858 wurde diese auch so in der Gewerbetabelle erwähnt. 1868 wurde eine Kunstwollfabrik an der Stelle errichtet. Der andere Teil der Anlage wurde zur Gaststätte im Kühlen Grund umgebaut. Die Putzmühle wird bei Tranchot noch als Wenauermühl geführt. Sie wird in der Uraufnahme nicht beschriftet, dafür aber in der Neuaufnahme und der TK25 (1936–1945), dort jeweils als Pützmühle mit dem Zusatz (Whs.) für Wirtshaus.
Auch heute ist die Putzmühle noch ein unter Denkmalschutz gestelltes Wohnhaus mit Gästezimmern.

### Mühlenteich VIII
Auch der Teich VIII der Mahlersmühle war sehr kurz und ist heute nur in stark veränderter Form als Zulauf für den ehemaligen Weiher übriggeblieben. Er belief sich auf nur etwa 200 m.

#### Mahlersmühle (Nr. 11)
Von der Mahlersmühle ist heute nur noch ihr Weiher erhalten geblieben. Grundsätzlich war sie vermutlich die erste Kupfermühle im Wehetal gewesen und wurde 1601 durch den Aachener Kupfermeister Mathias Peltzer der Ältere begründet. Allerdings kaufte er die Mühle von Adam Kraum ab. Dieser beantragte bereits am 23. Mai 1590 die Konzession. Kraum riss vermutlich auch die vorherige, stillgelegte Mühle ab und baute die Mahlersmühle, teilweise auch Maletzmühle genannt, auf.
Im Mühlenregister von 1820 ist sie noch als Kupferdrahtmühle eingetragen. Zu ihr gehörten zwei Gewerke, eine Kesselmühle und zwei Hämmer. Sie stand zu dieser Zeit still. 1830 wurde sie von Familie Englerth aus Eschweiler erworben. 1836 wurde sie von Carl Schleicher in eine Nadelschleiferei umgewandelt.
Auf dem Gelände wird heute nur noch Holz gelagert.

### Mühlenteich IX, Schönthaler Teich
Der Schönthaler Teich, Teich IX ist heute noch vorhanden. Er ist 850 m lang und wurde vermutlich schon mit der gebrannten Mühle um 1650 errichtet.

#### Hüttenheiser Mühle / Kleinschönthal (Nr. 12)

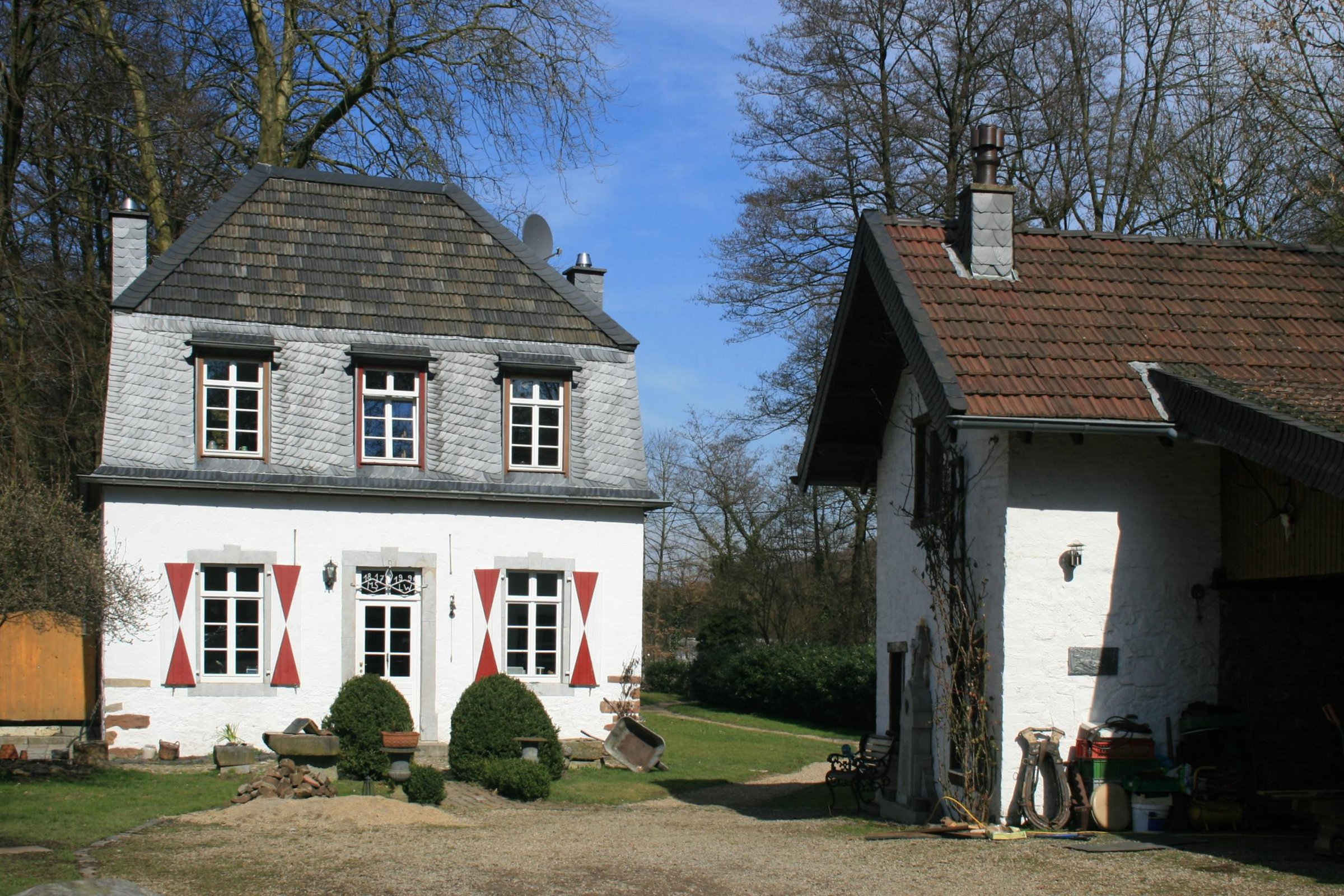
Mühle Kleinschönthal

Das heutige Anwesen Kleinschönthal war früher eine Kupferdrahtmühle. Sie wurde Hüttenheisermühle genannt. 1820 wurde sie im Mühlenregister als Hütteneisermühle beschrieben und mit zwei Gewerken, einer Kesselmühle, zwei Hämmern und vier Arbeitern betrieben. 1830 waren noch drei Arbeiter hinzugekommen. Die Mühle existierte zu dem Zeitpunkt schon über 200 Jahre. Sie wird ab 1832 zusammen mit der Krichelsmühle betrieben.
Die Mühle befand sich für den gesamten Zeitraum im Besitz der Familie Schleicher. Bei der Tranchotkarte wird sie als Huettenheisser(...) beschriftet, auf der TK25 (1936–1945) nur noch als Schönthal.
Heute besteht das stattliche Wohnhaus und das alte Mühlengebäude weiter und wurde unter Denkmalschutz gestellt. Sie werden als Wohnraum genutzt.

#### Franzhammer / Schönthal / Gebrannte Mühle (Nr. 13)

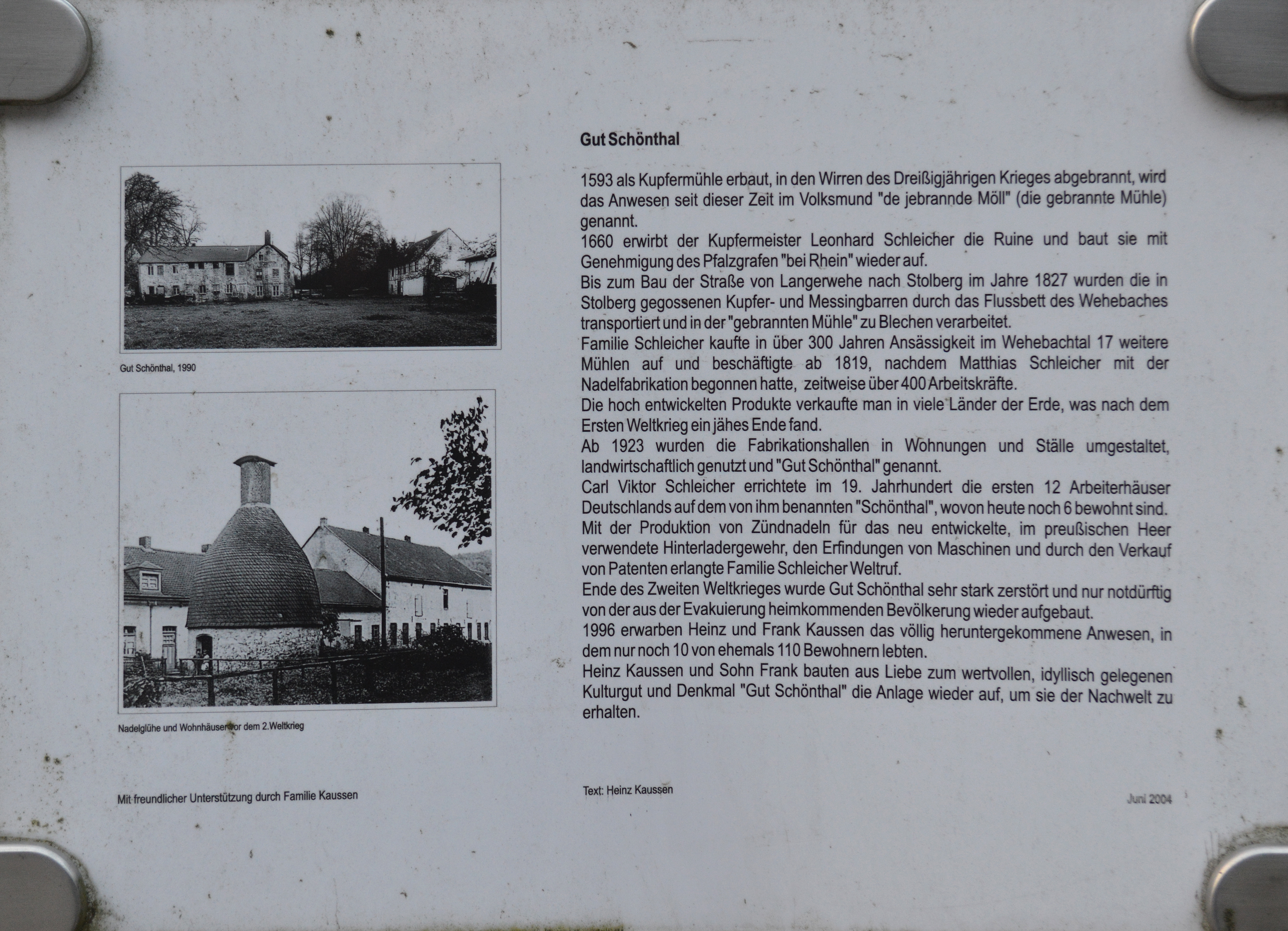
Infotafel Gut Schönthal
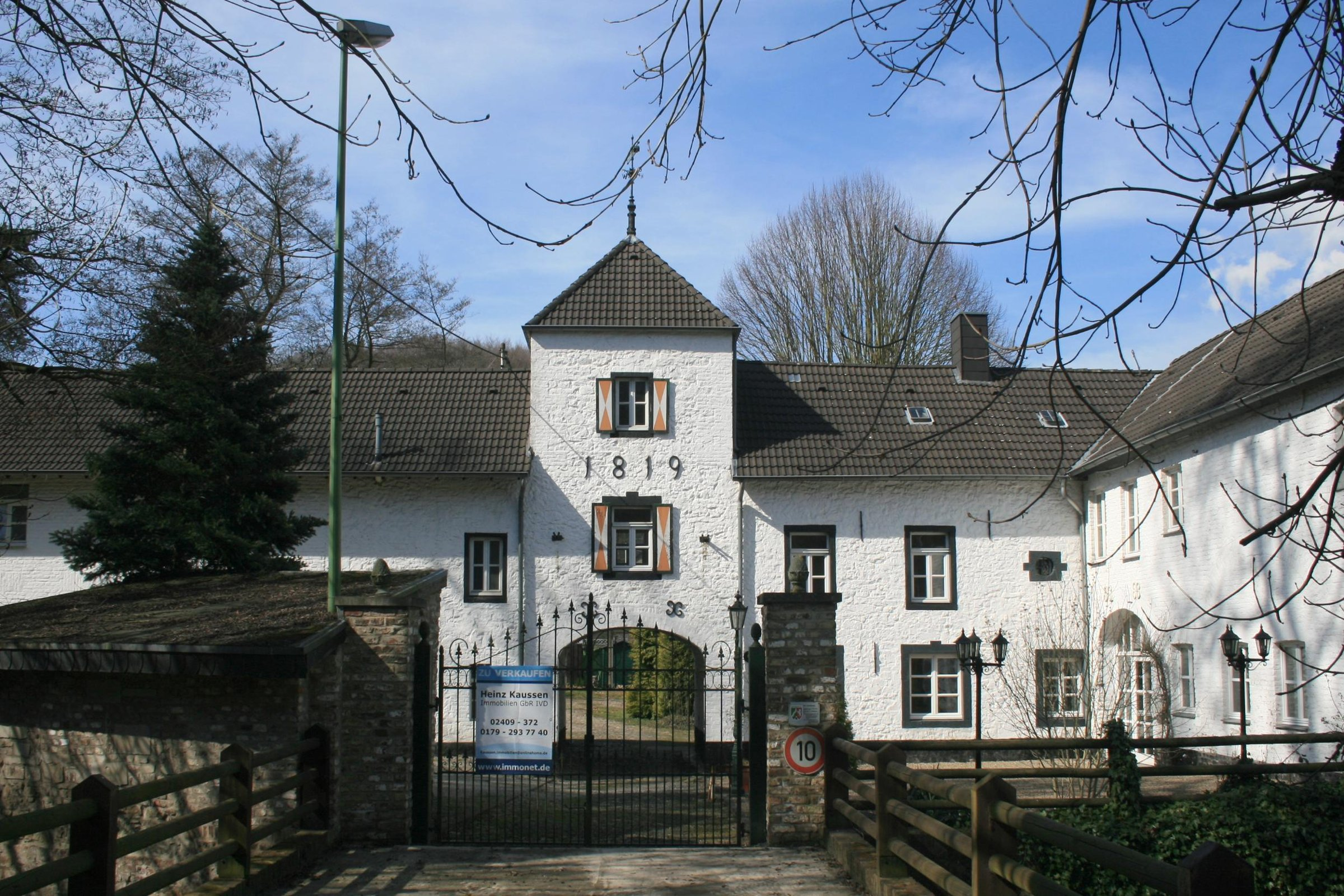
Gut Schönthal

Die heutige Gemeinde Schönthal war einst eine große Nadelfabrik der Familie Schleicher. Auf der Tranchotkarte wird sie noch als Franzhammer bezeichnet, was eine frühere Verwendung als Hammerwerk nahelegt. Es könnte sich auch schlicht um einen Fehler auf der Tranchotkarte handeln; da sie nirgendwo sonst als Franzhammer, sondern immer nur Gebrannte Mühle oder Schönthal genannt wird. Auf den anderen historischen Karten ist sie bereits entsprechend verzeichnet.
Die Gebrannte Mühle war die zweite Kupfermühle im Wehetal. Sie wurde 1593 von Heinrich Brockhausen auf den Ruinen einer im Dreißigjährigen Krieg abgebrannten Mühle errichtet. 1660 erwarb die Familie Schleicher die Kupfermühle. Sie errichteten eine große Nadelfabrik und ein stattliches Anwesen. Im Mühlenregister wurde noch immer die Familie Schleicher als Eigentümer genannt. 1819 wurde unter Matthias Leonhard Schleicher der vierflügelige Mühlenhof als Nadelfabrik neu erbaut, dem 1861 weitere Arbeiterwohnungen folgten. Diese Siedlung wurde später Schönthal, nach dem als Gut Schönthal bezeichnetem Haupthaus. 1820 war die Mühle als Kupfermühle mit fünf Gewerken erwähnt worden, die stillstanden. 1830 gab es ein oberschlägiges Wasserrad, vier Bänke, ein Gewerk und vier Arbeiter. 1862 wurden die ersten Dampfmaschinen für die Firma installiert. 1932 wurde der Betrieb stillgelegt. Seit dem Jahr 1919 steht das Werk still. Die erhalten gebliebenen Gebäude kamen unter Denkmalschutz.

### Mühlenteich X, Langerweher Teich
Der Langerweher Teich, Nummer X ist heute noch vorhanden und ist der mit Abstand längste Teich am Wehebach. Er ist etwa 3000 m lang und an ihm lagen sieben Mühlen, die Nummern: 14–20.

#### Rothammer (Nr. 14)
Die genauen Anfänge des Rothammers sind nicht bekannt. Es kann sich theoretisch um Wirtschaftsgebäude des naheliegenden Klosters Schwarzenbroich handeln, da der Hammer nicht mehr auf Ländereien des Wenauer Klosters liegt. Sicher aber handelte es sich um ein Eisenwerk, welches die Eisenerze aus der Umgebung verarbeitete. Das Eisenwerk wurde vermutlich 1732 vom Kupfermeister Laurenz Lynen zur Kupfermühle umgebaut, bzw. neu errichtet. Mit Beginn der Preußischen Zeit 1815 wurde die Konzession für eine Kupfermühle mit Namen Rothammer eingeholt. Sie wurde als Gebäude mit zwei Wasserrädern, in dem eine Drahtzieherei lag, beschrieben. 1832 sollte die Anlage in eine Ölmühle umfunktioniert werden. 1847 erwarb Arnold Bongartz die zu der Zeit dort bestehende Tuchwalkmühle und verwandelte diese in eine Lohgerberei.
Der Rothammer wird heute als Wohnhaus genutzt.

#### Bende-Mühle (Nr. 15)
Über die Bende-Mühle ist nur wenig bekannt. Sie lag auf dem heutigen Firmengelände der alesco GmbH & Co. KG. Vermutlich wurde sie von den Geschäftsleuten Lynen und Maven als Kupfermühle betrieben.
In den amtlichen Bekanntmachungen wurde 1832 beschrieben, wie Martin Maletz die Mühle übernommen hatte und diese in eine Lohmahlmühle umfunktionieren wollte.
Die Mühle wurde später mit einer Nadelfabrik überbaut, das Gebäude steht heute noch an dieser Stelle.

#### Lochmühle (Nr. 16)
Dort, wo heute das Seniorenheim Haus Wehetal steht, stand früher die Lochmühle. Sie war eine Mahlmühle für verschiedene Werkstoffe.
Sie wurde in den historischen Karten, mit Ausnahme der Uraufnahme, stets Lochmühle genannt. Auch die Bushaltestelle heißt heute noch entsprechend. Sowohl in den amtlichen Bekanntmachungen als auch im Mühlenregister wurde die Familie Kannengießer als Besitzer genannt.
1820 wurde sie im Mühlenregister als Mahl- und Holzschneidemühle der Familie Franz Kannengießer beschrieben. Sie besaß dort ein oberschlägiges Wasserrad und zwei Mahlgänge. Sie konnte nur sechs Stunden am Tag arbeiten. 1830 wurde die Mühle von der Witwe Franz Kannengießer betrieben, zu der Zeit als Mahl-, Loh- und Schneidemühle mit drei oberschlägigen Wasserrädern, zwei Mahlgängen und zwei Arbeitern.
Die Lochmühle hieltt sich bis zum Zweiten Weltkrieg als Mahlmühle. Sie wurde am Schluss mithilfe einer Wasserturbine betrieben.

#### Leuffgensmühle (Nr. 17)
Zur sogenannten Leuffgensmühle fehlen leider sowohl genaue Ortsangaben als auch weiterführende Informationen.
Sie wird in keiner der historischen Karten erwähnt und zeigt auch keine Reste im DGM. Im Mühlenregister wurde sie 1820 als Öl- und Lohmühle eingetragen. Sie wurde von der Leuffgens-Witwe geführt. Die Ortslage wurde als „gelegen in Langerwehe“ beschrieben. Sie besaß ein unterschlägiges Wasserrad. Diese Witwe besaß die Mühle auch noch 1830, nun als Öl- und Knochenmühle, die einzige an dieser Art an der Wehe, mit zwei unterschlägigen Wasserrädern und einem Arbeiter. 1822 ist die Mühle an G. Olbertz verpachtet. Die Mühle konnte nur sechs Stunden am Tag mahlen. Seit 1832 stand sie still und verfiel; im Jahr 1842 sollte sie endgültig verkauft werden.
Der Bereich, in dem die Mühle zu vermuten ist, ist heute komplett Siedlungsfläche.

#### Bauchmühle (Nr. 18)
Dort wo heute der Pochmühlenweg die Grenze von Langerwehe darstellt, lag früher die Bauchmühle, die zeitweise auch als Pochmühle bekannt war. Als Mahl- und Lohmühle wurde sie 1820 im Mühlenregister mit einem oberschlägigen Wasser- rad und zwei Mahlgängen verzeichnet. Sie gehörte zu der Zeit Peter Kalckbrenner. 1830 wurde sie als Fruchtmahl- und Ölmühle bezeichnet, diesmal mit zwei unterschlägigen Wasserrädern, zwei Mahlgängen und drei Arbeitern ausgerüstet.
Nach dieser Zeit wurde sie wohl in Pochmühle umbenannt, da sie bei der Tranchotkarte nur als Bauchmühle, bei der Neuaufnahme und der TK25 von 1936 bis 1945 schon als Poch-Mühle bezeichnet wird. In der Uraufnahme wird sie hingegen schlicht mit M, für Mühle markiert. Heute wird die Anlage noch als Bauernhof genutzt.

#### Mettler Mühle (Nr. 19)
Zwischen Langerwehe und Luchem liegen heute noch drei solitäre Gehöfte, das eine war früher die Mettler Mühle. Der Name leitet sich von der Lage der Mettleren = Mittleren Mühle zwischen der Bauchmühle, welche früher auch noch einzeln lag, und der Ölmühle ab.
Im Mühlenregister wurde sowohl 1820 als auch 1830 Caspar Kalckbrenner als Besitzer dieser Mühle genannt. 1820 wurde sie mit einem oberschlägigen Wasserrad und zwei Mahlgängen als Mahl- und Lohmühle und 1830 mittels eines unterschlägigen Wasserrades und zwei Arbeiter als Fruchtmahl- und Schälmühle betrieben.
1864 stellte die Witwe von Caspar Kalckbrenner den Antrag, das alte Wasserrad gegen ein neues zu ersetzen. Der Name ist bei den historischen Karten konstant Mettlermühle, einzig bei der Uraufnahme ist an der Stelle schlicht ein M. verzeichnet. Auch diese Mühle wird heute noch als landwirtschaftlicher Hof genutzt.

#### Öl Mühle (Nr. 20)
Die Ölmühle liegt als letzte Mühle am Langerweher Teich und ist die dritte ehemalige Mühle zwischen Langerwehe und Luchem. Sie wird auf der Tranchotkarte und bei der Uraufnahme noch nicht benannt, wenn auch bei Ersterer als Bauwerk vermerkt. Erst die Neuaufnahme und die TK25 (1936–1945) betiteln sie als solche. Sie wurde 1820 im Mühlenregister als zur Familie Dubois gehörige Ölmühle beschrieben. Sie unterhielt ein unterschlägiges Wasserrad und einen Mitarbeiter. 1830 führte die Witwe von Heinrich Dubois die Mühle weiter und erweiterte die Mühle um eine Ölpresse. 1836 unterhielt der Besitzer Peter Wilhelm Josef Kalkbrenner zwei Ölpressen mit einem Schälgang. Die Ölmühle ist heute ein landwirtschaftlicher Hof.

### Mühlenteich XI, Wagmühlen Teich
Der letzte Mühlenteich am Wehebach ist der Teich XI. Er besteht heute noch und wird in Luchem vom Hauptbach abgeführt. Es lagen ein oder zwei Mühlen an ihm. Die Länge bemisst sich auf 1280 m, dies ist relativ lang für einen Mühlenteich mit maximal zwei Mühlen. An der Wagmühle ist heute noch ein vorhandener Weiher. Der Weiher bei Luchem wurde komplett überbaut.

#### Luchemer Mühle (Nr. 21)
Über diese in Luchem gelegene Mühle ist nur sehr wenig bekannt. Sie gehörte zu den wenigen Mühlen, die sich nicht sicher verorten lassen. Vermutlich lag sie hinter dem Mühlenteich bei Luchem. Die andere Möglichkeit würde sie direkt an den Wehebach setzen, was sie zur einzigen direkt am Bach gelegenen Mühlen machen würde. 1817 stand die Luchemer Mühle als Schleifmühle das erste Mal zum Verkauf. 1822 gehörte sie zu Debois in Düren, der sie als Ölmühle benutzt. Selbiges gilt für 1836. 1846 kaufte ein Egidius Deutz aus Aachen die Mühle und wollte eine chemische Bleicherei anlegen. Da die Verortung nicht bekannt ist, lässt sich nichts über den heutigen Zustand sagen.

#### Wagmühle (Nr. 22)
Die Wagmühle war die letzte Mühle am Wehebach. Sie liegt kurz vor Lucherberg an einem eigenen Weiher. Sie wird in allen historischen Karten als Wagmühle bezeichnet und an der gleichen Stelle verortet. 1820 führte Edmund Wilckens die Anlage als Mahlmühle mit einem unterschlägigen Wasserrad, zwei Mahlgängen und einem Mitarbeiter. 1830 wurde die Anlage als Fruchtmühle mit zwei Arbeitern, einem oberschlägigen Wasserrad und zwei aktiven Mahlgängen eingetragen. Ab dem Jahre 1832 übernahm Max Königs aus Jülich die Wagmühle und stellt den Antrag, die Mahlmühle in eine Wollspinnerei, Rauherei und Walkerei umzufunktionieren. Im Zuge dessen soll auch der zugehörige Weiher um zwei Morgen erweitert werden. 1836 wurde die Mühle verpachtet und für Weberei, Färberei und Feinspinnerei genutzt. 1851 wurde sie bereits als Loh- und Walkmühle verwendet, 1859 sollte das Rad wiederhergestellt werden zum Mahlgrützen und Graupenruppen. Zur heutigen Zeit ist die Wagmühle ein Wohnhaus, um sie herum entstand das Wohngebiet zur Wagmühle.